# Sentier européen E7
Pour les articles homonymes, voir E7.
Le Sentier européen E7 est un sentier européen de grande randonnée d'une longueur totale de 4330 km qui débute au Portugal à la frontière espagnole puis passe par Andorre, la France, l'Italie, la Slovénie et la Hongrie. Des extensions sont en construction pour le relier à Lisbonne et à la Roumanie de manière que le sentier relie l'Océan Atlantique à la mer Noire.